# Alcyonium dendroides
Alcyonium dendroides är en korallart som beskrevs av Thomson och Dean 1931. Alcyonium dendroides ingår i släktet Alcyonium och familjen läderkoraller. Inga underarter finns listade i Catalogue of Life.